# Orthocosa orophila
Orthocosa orophila är en spindelart som först beskrevs av Tamerlan Thorell 1887. Orthocosa orophila ingår i släktet Orthocosa och familjen vargspindlar.
Artens utbredningsområde är Myanmar. Inga underarter finns listade i Catalogue of Life.